# Den nye frelser
Den nye frelser er en kortfilm fra 1999 instrueret af Kasper Syhler efter eget manuskript.

## Handling
En gammel sømand sidder en nat ved Langelinie i selskab med sin veninde; Den lille Havfrue. Mens han nyder havfruens selskab, hjemmerullede smøger og guldøl, bliver han pludselig fanget i en religiøs krydsild mellem Moses, de tre vise mænd og Gud. Her bliver sømanden stillet overfor en kendsgerning, han ikke bryder sig om.